# 科隆比耶方丹
科隆比耶方丹（法語：Colombier-Fontaine，法語發音：[kɔlɔ̃bje fɔ̃tɛn]）是法国杜省的一个市镇，属于蒙贝利亚尔区。

## 地理
科隆比耶方丹（47°27'9"N, 6°41'23"E）面积7.66 平方千米，位于法国勃艮第-弗朗什-孔泰大區杜省，该省份为法国东部内陆省份，北起上索恩省，西接汝拉省，东部及东南部与瑞士接壤，东北部与贝尔福地区省接壤。
与科隆比耶方丹接壤的市镇（或旧市镇、城区）包括：卢格尔、圣莫里斯-科隆比耶、维拉尔苏塞科、埃图旺。

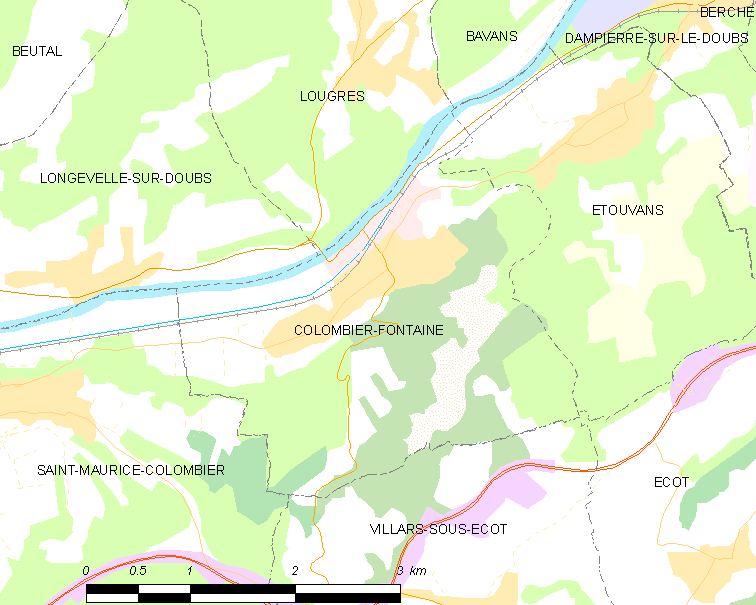
科隆比耶方丹的OSM定位图

科隆比耶方丹的时区为UTC+01:00、UTC+02:00（夏令时）。

## 行政
科隆比耶方丹的邮政编码为25260，INSEE市镇编码为25159。

## 政治
科隆比耶方丹所属的省级选区为巴旺县。

## 人口

1962-2008年间科隆比耶方丹人口变化图示

科隆比耶方丹于2022年1月1日时的人口数量为1215人。